# درو (میسیسیپی)
درو (به انگلیسی: Drew) شهری در ایالت میسیسیپی کشور ایالات متحده آمریکا است که جمعیت آن در سرشماری سال ۲۰۱۰ میلادی، ۱٬۹۲۷
نفر بوده‌است.